# Karol Rathaus

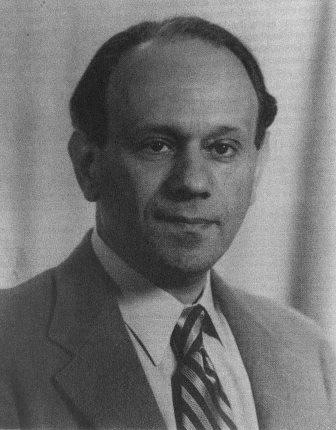
Karol Rathaus

Karol Rathaus (Karl Leonhard Bruno Rathaus; Pseudonym Leonhard Bruno; geboren 16. September 1895 in Tarnopol, Österreich-Ungarn; gestorben 21. November 1954 in Flushing/New York City) war ein Komponist deutsch-österreichischer Nationalität polnisch-jüdischer Abstammung, der in die USA auswandern musste.

## Leben
Karol Rathaus war ein Sohn des Veterinärs Bernard Rathaus und der Amalie Zipper. Er war verheiratet mit Gerta Pfefferkorn, sie hatten einen Sohn namens Bernard.
Er begann bereits in frühester Jugend zu komponieren und begann 1913/1914 ein Studium an der Akademie für darstellende Kunst und Musik in Wien, das jedoch durch seinen Militärdienst im Ersten Weltkrieg 1918/1919 unterbrochen wurde. Parallel dazu studierte er an der Universität Wien Geschichtswissenschaften. 1922 promovierte er mit einer Arbeit über den polnischen Januaraufstand 1863/1864.
Als einer der Lieblingsschüler Franz Schrekers folgte er diesem an die Hochschule für Musik nach Berlin, wo er Musik und Kompositionslehre weiterstudierte. Nach Abschluss des Studiums bekleidete Rathaus in den 1920er Jahren die Position eines Lehrers für Komposition und Musiktheorie an der Berliner Hochschule für Musik. Erste Kompositionen folgten, mit denen er für Furore sorgte und große Erfolge feierte.
Nach seiner 1930 entstandenen Oper Fremde Erde schuf Rathaus auch Filmmusiken und gehörte zu den künstlerisch herausragenden Filmkomponisten in Deutschland vor 1933. Er schrieb die Musiken zu drei Filmen Fjodor Ozeps. Im Jahre 1933 ging er nach Paris und lebte von 1934 bis 1938 in London, bevor er sich in New York endgültig niederließ. Dort trat er eine Professur für Komposition am Queens College an, in dieser Stellung brachte er es zu Ansehen und Beliebtheit. Darüber hinaus war er auch weiterhin als Komponist sehr produktiv. Neben Auftragswerken schrieb er auch einige Filmmusiken. Er verstarb 1954 in New York.
Sein kompositorisches Schaffen umfasst hauptsächlich Instrumentalwerke, wie Sinfonien, Orchesterwerke, Serenaden, Sonaten und Ballette. Seine Kompositionen sah er in der Tradition von Richard Strauss, Gustav Mahler, Igor Stravinsky sowie seines Lehrers Franz Schreker.
Karol Rathaus machte sich Anfang der 1930er Jahre bis zu seiner Emigration vorrangig als Komponist von Filmmusiken einen Namen. Im Dritten Reich wurden seine Kompositionen als „entartete Kunst“ eingestuft und mit einem Aufführungsverbot belegt.

## Werke (Auswahl)
- 1. Klaviersonate op. 2 c-moll
- Symphonie No. 1 für Orchester op. 5
- Symphonie No. 2 für Orchester op. 7 (UA 1924 Frankfurt)
- 2. Klaviersonate op. 8
- 1. Sonate für Violine und Klavier op. 14
- Vier Tanzstücke für Orchester op. 15
- Pastorale und Tanzweise op. 17 für gemischten Chor a cappella
- Der letzte Pierrot op. 19 (Ballett in einem Akt)
- 3. Klaviersonate op. 20
- Sonate für Klarinette und Klavier op. 21
- Ouvertüre op. 22
- Eine kleine Serenade für 4 Bläser und Klavier op. 23
- Trois Mazurkas op. 24 für Klavier
- Fremde Erde op. 25 (Oper in 4 Akten – UA am 10. Dezember 1930 an der Berliner Staatsoper)
- Lied und Fuge für gemischten Chor und Kammerorchester op. 26
- Suite für Violine und Kammerorchester op. 27
- Suite für Orchester op. 29
- Präludium und Toccata für Orgel op. 32
- Drei Calderón Lieder op. 34
- Serenade für Orchester op. 35
- Kontrapunktisches Triptychon op. 37
- Vier Etüden für Klavier op. 38
- Pastorale und Tanz für Violine und Klavier op. 39
- Der verliebte Löwe, Ballettsuite op. 42b
- 2. Sonate für Violine und Klavier op. 43
- Notturno op. 44, Jacob’s Dream für Orchester
- Klavierkonzert op. 45
- Drei Studien für Klavier op. 46
- Symphonie No. 3 für Orchester op. 50 (UA 1958 Berlin)
- Landschaft in sechs Farben für Klavier op. 51
- Polonaise symphonique op. 52
- Trio für Violine, Klarinette und Klavier op. 53
- Psalm XXIII op. 54
- Vision dramatique für Orchester op. 55
- 4. Streichquartett op. 60
- Sinfonia concertante op. 68
- 5. Streichquartett op. 71

## Filmografie als Komponist (Auswahl)
- 1930: Der Mörder Dimitri Karamasoff
- 1932: Hallo Hallo! Hier spricht Berlin! (Allo Berlin? Ici Paris!)
- 1934: Amok
- 1936: Broken Blossoms
- 1939: Laßt uns leben (Let Us Live)
- 1945: Histadrut. Builder of a Nation